# Arrondissement Château-Thierry
Arrondissement Château-Thierry (fr. Arrondissement de Château-Thierry) je správní územní jednotka ležící v departementu Aisne a regionu Hauts-de-France ve Francii. Člení se dále na 4 kantony a 108 obcí.

## Kantony
od roku 2015:
- Château-Thierry
- Essômes-sur-Marne
- Fère-en-Tardenois (část)
- Villers-Cotterêts (část)

před rokem 2015:
- Charly-sur-Marne
- Château-Thierry
- Condé-en-Brie
- Fère-en-Tardenois
- Neuilly-Saint-Front